# الضغاية

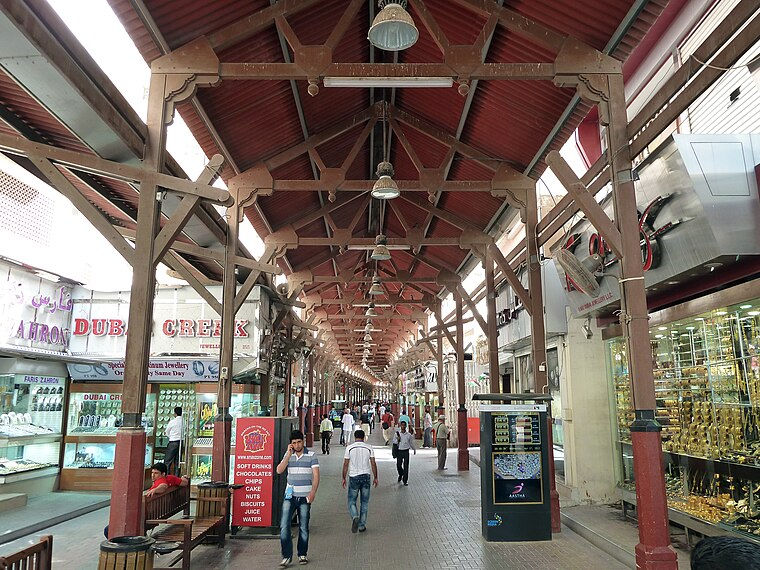
سوق الذهب في الضغاية

الضغاية هو حي يقع في إمارة دبي في الإمارات العربية المتحدة، في منطقة ديرة ويحيط بها كل من السبخة وعيال ناصر والراس والبطين، ويبلغ عدد سكانها 16,968نسمة بمساحة تبلغ 0.2 كيلومتر مربع بحسب بيانات مكتب دبي للإحصاء لعام 2023. من أقدم أحياء دبي و.قد جاء اسمها من الضغوة وهي طريقة لصيد الأسماك تستخدم غالباً لصيد الأسماك بكميات كبيرة فقد امتهن أهلها في السابق الصيد والبحث عن اللؤلؤ وهي تمتلك موقعاً مميزاً على ضفاف خور دبي يقصده التجار كما أنها تحاذي سوق الذهب
الضغاية هي إحدى المناطق السكنية الأكثر اكتظاظًا بالسكان في غرب ديرة، وتضم أيضًا منطقة اقتصادية بارزة بها أسواق وأسواق تقليدية. كما يوجد بها فنادق ومساجد. وتقع العديد من المتاجر التقليدية الأخرى مثل مجوهرات آري ومجوهرات جوي الوكاس وسوق دبي للأسماك والخضروات في الضغاية.
يقع المحيط الشمالي للضغاية على طول كورنيش دبي. ويمر نفق الشندغة، الذي يربط ديرة ببر دبي، عبر الساحل الشمالي للضغاية.